# Comuna Parîșce, Nadvirna
Parîșce (în ucraineană Парище) este o comună în raionul Nadvirna, regiunea Ivano-Frankivsk, Ucraina, formată din satele Lisna Velesnîțea și Parîșce (reședința).

## Demografie
Componența lingvistică a comunei Parîșce
     Ucraineană (99,86%)
     Alte limbi (0,1%)
Conform recensământului din 2001, majoritatea populației comunei Parîșce era vorbitoare de ucraineană (99,86%), existând în minoritate și vorbitori de alte limbi.